# Fegimanra africana
Fegimanra africana  es una especie de árbol,  perteneciente a la familia de las anacardiáceas. Es originaria de África tropical.

## Descripción
Es un árbol, totalmente glabro, que alcanza un tamaño de 9 m de altura o más, las ramas son muy gruesas, caídas, con la corteza rojiza, las ramitas jóvenes rojizas, la hojas acuminadas, coriáceas, simples, enteras, obovadas, brillantes, ± agrupadas hacia los extremos de las ramas, con olor a mango.

## Ecología
Se encuentra en suelos arenosos detrás de la línea de la costa, en lagunas, llanuras, cerca de la costa, playas de arena blanca, entre arbustos y en el bosque, donde alcanza entre 5 y 17 m de altura.

## Taxonomía
Fegimanra africana fue descrita por (Oliv.) Pierre y publicado en Flore Forestière de la Cochinchine , sub t. 263, en el año 1892.
Sinonimia
- Mangifera africana Oliv. basónimo[4]